# Курмашев Шаміль Джамашевич
Курмашев Шаміль Джамашевич (нар. 6 вересня 1941, Гур’єв, нині Атирау, Казахстан) – фізик. Доктор фізико-математичних наук (1988), професор (1998). Державна премія України в галузі науки і техніки за розробку високоефективних технологій оптоелектроніки і комунікаційних систем (2009).

## Біографія
Народився 6 вересня 1941 р. у Гур’єві. Закінчив інженерно-фізичний факультет Одеського політехнічного інституту (1964). Працював асистентом, старшим викладачем Одеського політехнічного інституту (1964–1968), доцентом кафедри напівпровідників Одеського політехнічного інституту (1968–1972). Захистив кандидатську дисертацію, яка присвячена тонкоплівковим гетеропереходам (1968). З 1972 р. - старший науковий співробітник, з 1973 р. – завідувач лабораторії напівпровідникової електроніки Науково-дослідного інституту фізики Одеського університету (нині – Одеський національний університет імені І. І. Мечникова). Докторську дисертацію захистив у 1988 р. Обіймав посаду завідувача науково-дослідної лабораторії сенсорної електроніки та високочастотних технологій Одеського державного університету (1990-2011), від 2000 р. (до 2011 – за сумісн.) – професор кафедри фізики оптичного зв’язку Одеської національної академії зв'язку імені О. С. Попова.

## Наукова діяльність
Наукові інтереси Ш. Курмашева полягають у галузі фізики напівпровідників та діелектриків, фізичної електроніки, мікроелектроніки, сенсорної електроніки.
Курмашев Ш. Д. належить до школи академіка Ж. І. Алфьорова, який у 2000 р. отримав Нобелівську премію з фізики.
Професор Курмашев Ш. Д. зробив значний внесок у розробку інжекційних фотоприймачів для інфрачервоної області оптичного спектру. Вони використовуються в системах космічної навігації, зв’язку, медицині, теплобаченні. Керівник науково-дослідних робіт з фізики гетерофазних наноструктурованих матеріалів для інтегральної електроніки.
У 2009 р. професор Курмашев Ш. Д. став лауреатом Державної премії України за роботи в галузі мікро- та наноелементів оптоелектроніки та комунікаційних систем на їх основі.
Член спецрад із захисту докторських дисертацій Одеського національного університету ім. І. І. Мечникова та Одеської національної академії зв'язку ім. О. С. Попова. Академік Академії зв’язку України, дійсний член Міжнародної академії інформатизації, член Міжнародної науково-координаційної ради з напівпровідникових первинних перетворювачів. Автор 4 монографій (у співавторстві), 250 статей, 50 наукових винаходів, учасник 15 міжнародних конференцій.

## Праці
- Однопереходный транзистор с инжекционным диодом во входной цепи / Ш. Д. Курмашев, И. М. Викулин, С. Н. Никифоров, А. Н. Софронков // Вісник Черкаського ДТУ. – 2006. –  № 4. – С. 166-168.
- Влияние радиации на характеристики фотодиодов / Ш. Д. Курмашев, И. М. Викулин, С. Н. Никифоров // Фотоэлектроника. – 2006. – № 15. – С. 63-64.
- Науково-дослідна лабораторія сенсорної електроніки і надійності електронної техніки (НДЛ-9) / Ш. Д. Курмашев // Наука Одеського національного університету імені І. І. Мечникова в 2006 році. – Одеса : Астропринт, 2007. – С.109-111.
- Инжекционные фотоприемники / И. М. Викулин, Ш. Д. Курмашев, В. И. Стафеев // Физика и техника полупроводников. – 2008. – Т. 42, № 1. – С. 113-127.
- Влияние структуры стекляной фазы на сопротивление резистивних пленок в системе «стекло-RuO2» / Ш. Д. Курмашев, Т. Н. Бугаева, Т. И. Лавренова, Н. Н. Садова // Фотоэлектроника. – 2009. – № 18. – С. 99-102
- Ток насыщения термочувствительных полевих транзизторов / Ш. Д. Курмашев, И. М. Викулин, А. И. Нимцович // Фотоэлектроника. – 2011. – № 20. – С. 96-99.
- Радиационная стойкость транзисторних термодатчиков / Ш. Д. Курмашев, И. М. Викулин // Sensor Electronics and Microsystem Technologies. – 2011. – Т. 2. – № 4. – С. 90-95.
- Свойства планарных транзисторных термодатчиков при воздействии радиации / Ш. Д. Курмашев, И. М. Викулин, А. Н. Софронков // Наукові праці  ОНАЗ. – 2011. – № 2. – С. 63-68.